# 水野復斎
水野 復斎（みずの ふくさい、1836年 - 1906年）は、名古屋の鋳物業。別名に平蔵。

## 人物
名古屋城下鍋屋町において鋳物業を営むかたわら、学問に親しむ。明治2年には尾張藩により取り立てられ、漢学一等助教、中学一等教授を務める。森春濤・神波即山・植松茂岳・間島冬道らと交流を持つ。
子息に鈴木鈴四郎。復斎の旧蔵書は、息子の鈴四郎の手を経て、名古屋市立名古屋図書館に寄付され、鹿山文庫として保管されていたが、戦災により焼失した。
宝泉院に眠る。